# Kollégium
A kollégium, collegium (latin ’testület, társulás’) a köznevelésben használatos fogalom, amely egyes az tanintézmények elnevezésében is szerepel. Jelentése többrétű lehet. Magyarország oktatási rendszerében működő közép- vagy felsőfokú oktatási intézmények kollégiuma a távolabbról érkező diákok szállásadásra és élelmezési ellátásra szakosodott alintézménye. Erdélyben bentlakásnak nevezik. Rokon értelmű kortárs kifejezés a diákotthon, egy régebbi hasonló értelmű megnevezés a konviktus.
Egyes történelmi megnevezést őrző intézményeknél jelentésmódosulás történt, és egyszerűen oktatási intézményt jelöl a kifejezés.

## Jelentésbeli különbségek
Hasonló jelentéstartalommal, de más intézményi szerepvállalással használatos még a következő értelmezésben:
- diákok oktatására szolgáló olyan intézmény, ahol a diákok egy része  szállást és ellátást is kap;
  - pl. Móricz Zsigmond Kollégium
  - vagy mint alintézmény: Andrássy Gyula Gimnázium és Kollégium
- a XVI. században kialakult református alsó-, közép-, felsőfokú oktatást nyújtó iskolatípus elnevezése, a nagydiákok számára bentlakással;
  - pl. Pápai Református Kollégium Gimnáziuma,
  - vagy Debreceni Református Kollégium
- a felsőoktatásban a kollégium egy-egy szaktárgy teljes anyagát vagy előadás-sorozatát is jelenti (pl.: fő- vagy mellékkollégiumok, speciális vagy fakultatív kollégium);
- egyes intézmények vezető testületének elnevezése.

Angolszász nyelvterületen oktatással is foglalkozó egyetemi intézeteket, főiskolákat is jelent, Franciaországban a kollégium egyes klasszikus, modern vagy szakmai képzést adó középfokú oktatási intézmény (collège).

## Forrás
- Pedagógiai lexikon – főszerkesztők: Báthory Zoltán, Falus Iván – Keraban Kiadó, Budapest, 1997. II. kötet 254 ̶257. p. – (Mészáros István  – Ladányi Sándor   – Kardos József)  – ISBN 963814647 8